# The Charlatans
A The Charlatans egy 1989-ben alapított angol alternatív rock együttes Manchesterből, egyik úttörő zenekara volt a 80-as évek vége és a 90-es évek eleje között virágzó Madchester mozgalomnak. Az 1997-ben megjelent Tellin' Stories című albumuk szerepel az 1001 lemez, amit hallanod kell, mielőtt meghalsz című könyvben.

## Diszkográfia
- Some Friendly  (1990)
- Between 10th and 11th  (1992)
- Up to Our Hips  (1994)
- The Charlatans  (1995)
- Tellin' Stories  (1997)
- Us and Us Only  (1999)
- Wonderland  (2001)
- Up at the Lake  (2004)
- Simpatico  (2006)
- You Cross My Path (2008)
- Who We Touch (2010)
- Modern Nature (2015)

## Fordítás
- Ez a szócikk részben vagy egészben  a   The Charlatans (UK band) című angol Wikipédia-szócikk fordításán alapul.  Az eredeti cikk szerkesztőit annak laptörténete sorolja fel. Ez a jelzés csupán a megfogalmazás eredetét és a szerzői jogokat jelzi, nem szolgál a cikkben szereplő információk forrásmegjelöléseként.